# Эпистернум
Эпистернум (лат. episternum) или надгрудинник — костное непарное образование, лежащее впереди грудины (лат. sternum) у рептилий, а именно у крокодилов и ящериц (у хамелеонов и Auguis отсутствует). У черепах эпистернум представлен, вероятно, непарной пластинкой (лат. Endoplastron) брюшного щита. У ископаемых рептилий, у Stegocephala и у Amia между ганоидами эпистернум представлен непарным кожным окостенением, а у Crossopterygii — парным. Форма эпистернума различна: то в виде ромбоидальной пластинки, то в виде буквы Т и т. п. Во всяком случае это образование по происхождению парное и принадлежит к числу накладных костей. Его не надо смешивать с непарным хрящевым, частью окостеневающим образованием, впереди переднего пояса амфибии (Epicorocoideum или Omosternum). Это образование, имеющее форму рукоятки, представляет собой, вероятно, обособившиеся от брюшных концов переднего пояса хрящи, слившиеся вместе, и во всяком случае принадлежит к числу перихондральных. Точно так же перихондрального происхождения Т-образная кость, лежащая впереди грудины у Monotremata и представляющая собой передний участок грудины, и вывести её генетически от эпистернума рептилий невозможно. У сумчатых и других этот зачаток, носящий название prostenum, сливается с рукояткой грудины, но у человека и других остаются следы его в виде двух небольших косточек (лат. ossa suprasteroalia), лежащих над рукояткой. Что касается до межсочленовных хрящей, залегающих между концами ключиц и грудиной у млекопитающих, то они обособляются от внутренних концов ключиц (praeclavia, а у сумчатых они сливаются с prosternum и входят в состав рукоятки